# Rudolf II. (Österreich)
Rudolf II. (* 1270 in Rheinfelden; † 10. Mai 1290 in Prag), als Graf von Habsburg Rudolf V., war Herzog von Österreich und Steiermark, dann Herzog von Schwaben, Elsass und dem Aargau.
Er war ein Sohn König Rudolfs I. von Habsburg und der Gertrud von Hohenberg. Am 17. Dezember 1282, beim Reichstag von Augsburg, wurde er gemeinsam mit seinem Bruder Albrecht I. als Herzog von Österreich und Steiermark eingesetzt. Am 1. Juni 1283 musste er im Vertrag von Rheinfelden zugunsten Albrechts I. auf diese Gebiete verzichten, im Gegenzug sollte er von seinem Vater mit den Ländern im späteren Vorderösterreich belehnt werden. Vorerst übernahm er die Regentschaft in Vorderösterreich und im Klettgau, Lehnsherrschaft wie auch die vereinbarte Entschädigung von Albrecht I. traten aber bis zu seinem frühen Tod im Alter von 19 Jahren nicht ein. Im Frühjahr 1288 belagerte er die Burg Weißenburg, hier eilte ihm sein Vater zu Hilfe. Anschließend nahm er 1288/89 am Feldzug seines Vaters gegen Bern, das mit den Savoyern sympathisierte, teil. Nachdem seinem Vater ein erster Ansturm auf die Stadt missglückt war, gelang es Rudolf, die Berner zu einem Ausfall zu reizen und am 27. April 1289 in der Schlacht bei der Schosshalde zu besiegen. Ein Jahr später starb er während eines Besuchs bei seiner Schwester Guta überraschend in Prag.
Aus Rache um das vorenthaltene Erbe ermordete Rudolfs postum geborener Sohn Johann 1308 seinen Onkel Albrecht, weshalb man ihn Parricida (‚Verwandtenmörder‘) nennt.

## Ehe und Nachkommen
Rudolf heiratete 1289 in Prag Agnes von Böhmen, Tochter König Ottokars II. Přemysl. Er hatte mit ihr einen Sohn:
- Johann von Schwaben Posthumus, auch Parricida (1290–1313)